# Бараново (Псковский район)
Бараново — деревня в Карамышевской волости Псковского района Псковской области России.
Расположена на берегу реки Олешенка, в 10 км к юго-востоку от села Карамышево и в 45 км к востоку от центра города Пскова.

## История
До 1 января 2010 года деревня входила в состав ныне упразднённой Осиновичской волости.

## Население
| 2001 | 2002 | 2010 |
| ---- | ---- | ---- |
| 2    | ↘0   | →0   |